# Selectief winkelen
Selectief winkelen of cherrypicking  is het per geval de gunstigste optie kiezen, zoals per product dat men koopt dit te doen in de winkel waar dit product het voordeligst is. Dit is het letterlijke selectief winkelen. Het kost meer moeite, maar geldt niet als verwerpelijk.
Er zijn ook gevallen waar selectief winkelen of cherrypicking wel onredelijk is, bijvoorbeeld als een ondernemer per jaar het systeem van winstbepaling kiest dat het voordeligst is qua belasting, dit is dan ook vaak niet toegestaan.

## Discussie-tactiek
Selectief winkelen of cherrypicking is ook een discussie-tactiek waarbij bewijzen, uitspraken, feiten of vergelijkbare situaties selectief genoemd worden om een bepaald standpunt te verdedigen. Gegevens of andere vergelijkbare gevallen die dit standpunt mogelijk ontkrachten, in breder perspectief plaatsen of nuanceren worden daarbij verzwegen.
Deze tactiek wordt veel gebruikt in drogredenen. In een vals dilemma worden bijvoorbeeld slechts twee opties als zijnde de enige mogelijke gepresenteerd, waar er in werkelijkheid meer opties beschikbaar zijn. Wanneer men een anekdotisch bewijs presenteert dan kan – al dan niet onbedoeld – ook van deze tactiek gebruikgemaakt worden.
Een voorbeeld waar men selectief omgaat met beschikbare informatie is het curriculum vitae: positieve kwaliteiten worden benadrukt, terwijl negatieve kwaliteiten vaak niet genoemd worden. Deze oneigenlijke manier van betogen wordt ook gebruikt in de pseudowetenschap.

## Uitdrukkingen
Het equivalent in het Engels voor "selectief winkelen" is cherry picking (letterlijk: kersen plukken). In het Nederlands wordt het leenwoord geschreven als cherrypicking. De letterlijke vertaling hiervan komt in deze overdrachtelijke betekenis soms ook voor in het Nederlands. Een buitenstaander die alleen naar de geplukte kersen kijkt, ziet niet de mindere exemplaren en kan daardoor de verkeerde conclusie trekken dat alle kersen in de boomgaard net zo mooi zijn als de geplukte kersen. Daarbij wordt er geen rekening gehouden met de selectie die de kersenplukker heeft gemaakt tijdens het plukken. Dit kan zowel bewust als onbewust gebeuren.
Naast de uitdrukking "selectief winkelen" is er nog de uitdrukking "de krenten uit de pap halen"; waarbij men de meest aantrekkelijke gedeeltes voor zichzelf kiest. Deze uitdrukking wordt weleens gebruikt om aan te geven dat men selectief omgaat met beschikbare argumenten, in eigen voordeel.

## Trivia
- De term "selectief winkelen" is een pleonasme.[bron?]